# C/2024 S1

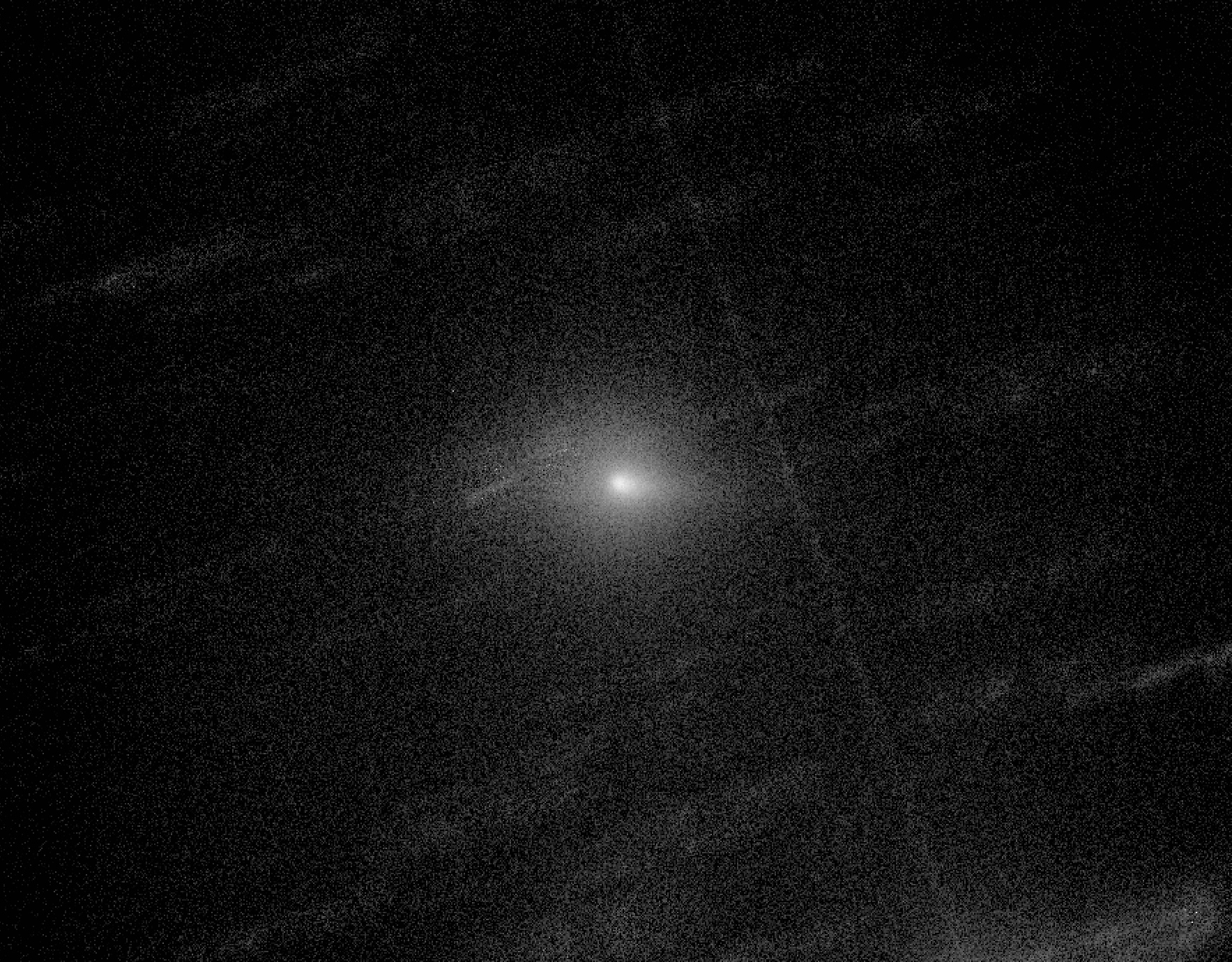
2024년 9월 28일 관측된 모습

C/2024 S1 (ATLAS, 이전 임시 명칭: A11bP7I)은 2024년 9월 27일 하와이에서 ATLAS-HKO가 발견한 선그레이징 혜성이다. 이 혜성은 2024년 10월 28일 태양으로부터 약 0.008AU 거리에서 근일점을 통과할 예정이다.(120만km, 0.74만마일). 이 혜성은 큰 혜성의 파편으로 인해 생성된 크로이츠 선그레이저(Kreutz sungrazers)와 유사한 궤도를 가지고 있다. 근일점 이후에는 육안으로 볼 수 있으며 또 다른 크로이츠 선그레이저인 C/2011 W3(러브조이 혜성)처럼 보일 수 있다.
이 혜성은 하와이주 할레아칼라산에 위치한 0.5m 반사망원경을 이용해 ATLAS 측량을 통해 발견됐다. 당시 혜성의 겉보기등급은 15.3등급으로 추정되었으며, 지름이 약 0.5각분인 코마를 보였다. 추가 관찰에 따르면 코마는 폭이 3분각에 달했고 꼬리 길이는 최대 156분각에 달했다. 혜성은 발견 당시 녹색을 띠고 있었는데, 이는 아마도 이원자 탄소의 존재 때문일 것이다. 혜성의 겉보기 등급은 +16.9 등급에서 +11.5 등급까지 다양하게 보고되었다. 녹색 혼수상태의 존재는 +11.5에 더 가깝다는 것을 나타낸다. 30cm 반사망원경으로 육안관찰이 보고되었으며, 보고된 등급은 11.7이었다. 발견 당시 혜성은 바다뱀자리에 위치했다. 혜성은 다음 주 내내 +12~13 등급을 유지했다.
10월 8일에 혜성은 길쭉하고 중앙 응축이 부족하며 10월 3일보다 전체적으로 더 희미한 것으로 밝혀졌는데, 이는 혜성이 2020년 C/2019 Y4(ATLAS)와 유사하게 붕괴되었을 가능성이 있음을 나타낸다. 10월 8일에 혜성은 태양으로부터 0.802AU 떨어진 곳에 위치했는데, 너무 가깝지는 않지만 가스가 증발하기에 충분할 수 있으며 조수력이나 회전력과 결합하여 핵이 조각나기 시작했을 수 있다.
이 혜성은 근일점 이전 아침 하늘에서 볼 수 있을 것으로 예상되었으며, 남반구에서 더 잘 볼 수 있었다. 근일점 동안 혜성이 붕괴되지 않으면 -5~-7등급까지 밝아질 수 있는데, 이는 금성보다 더 밝다. 근일점에서 살아남으면 아침 밤 하늘에서 다시 볼 수 있으며 남반구에 더 유리한 위치에 있다.